# Джефри, Фара
Фара Хосамльдин Джефри (араб. فرح حسام الدين الجفري‎; род. 12 января 2003, Джидда, Мекка) — саудовская футболистка, полузащитник клуба «Аль-Иттихад» и сборной Саудовской Аравии.

## Ранние годы
Джеффри начала играть в футбол в возрасте восьми лет. Она училась в Международной школе Джидды.

## Клубная карьера
В 2018 году Джефри начала свою карьеру в клубе «Джидда Иглз» (ныне «Аль-Иттихад») в возрасте 15 лет. Джеффри стала лучшим бомбардиром Кубки чемпионов сезона 2020/2021. Она также стала лучшим бомбардиром первого сезона премьер-лиги Саудовской Аравии.
В начале 2023 года она получила травму передней крестообразной связки, играя на турнире по футзалу 2023 года. Она вернулась к тренировкам в октябре 2023 года.

## Стиль игры
Джеффри сравнивают с игроком сборной Бельгии Кевином Де Брюйном.

## Личная жизнь
Джефри считает игрока сборной Аргентины Лионеля Месси своим футбольным кумиром.
В 2021 году она стала первой саудовской спортсменкой, которая стала послом Adidas. Она приняла участие в их кампании «Сплетенные как единое целое», в которой отдается дань уважения единству через футбол и саудовскую культуру. Она также посетила чемпионат мира 2022 года, став свидетельницей сенсационной победы Саудовской Аравии над Аргентиной.